# Charles Cruchon
Charles Cruchon (20 mei 1883 - 28 februari 1956) was een Frans wielrenner.

## Levensloop en carrière
Cruchon won in 1907 de Ronde van België voor amateurs. Tussen 1908 en 1914 nam hij zevenmaal deel aan de Ronde van Frankrijk. Hij eindigde tweemaal in de top tien. 

## Resultaten in voornaamste wedstrijden
| Jaar | Ronde van Italië | Ronde van Frankrijk | Ronde van Spanje |
| ---- | ---------------- | ------------------- | ---------------- |
| 1908 |                  | opgave              |                  |
| 1909 |                  | opgave              |                  |
| 1910 |                  | 5e                  |                  |
| 1911 |                  | 7e                  |                  |
| 1912 |                  | opgave              |                  |
| 1913 |                  | opgave              |                  |
| 1914 |                  | 35e                 |                  |